# Нуриджанян, Марат Ашотович
Мара́т Ашо́тович Нуриджаня́н (7 января 1941, Капан — 7 ноября 1996) – армянский скульптор, живописец, член Союза художников СССР.

## Биография
Марат Нуриджанян родился в 1941 году в городе Капан. Учился в Капанской школе № 1 имени М. Горького. Сначала с отличием окончил Художественное училище имени Паноса Терлемезяна, затем Ереванский государственный художественно-театральный институт. Здесь его лектором был народный художник СССР, скульптор Саргис Багдасарян. С 1968 года он был директором-основателем недавно открытого Геологического музея в Капане и организатором первой коллекции музея. Работал на мебельной фабрике маляром-инженером, был главным маляром города, заведующим капанским отделением «Айреклам». Марат Нуриджанян также расписал несколько зданий снаружи и внутри. Самое известное его произведение — «Ключ Каджарана», или, как говорят в народе, «Медведь» . Работа Марата Нуриджаняна была признана лучшей в конкурсе, объявленном на установленный в Капане монумент в память о жертвах Спитакского землетрясения, который был показан в ходе конкурса под условным названием «Занг». Это была трёхгранная композиция в виде настоятеля, олицетворявшая глубокое восстание армянского народа. Незаконченными остались памятник «Зоравар Андранику» работы Марата Нуриджанана и статуя «Гарегина Нжде» .

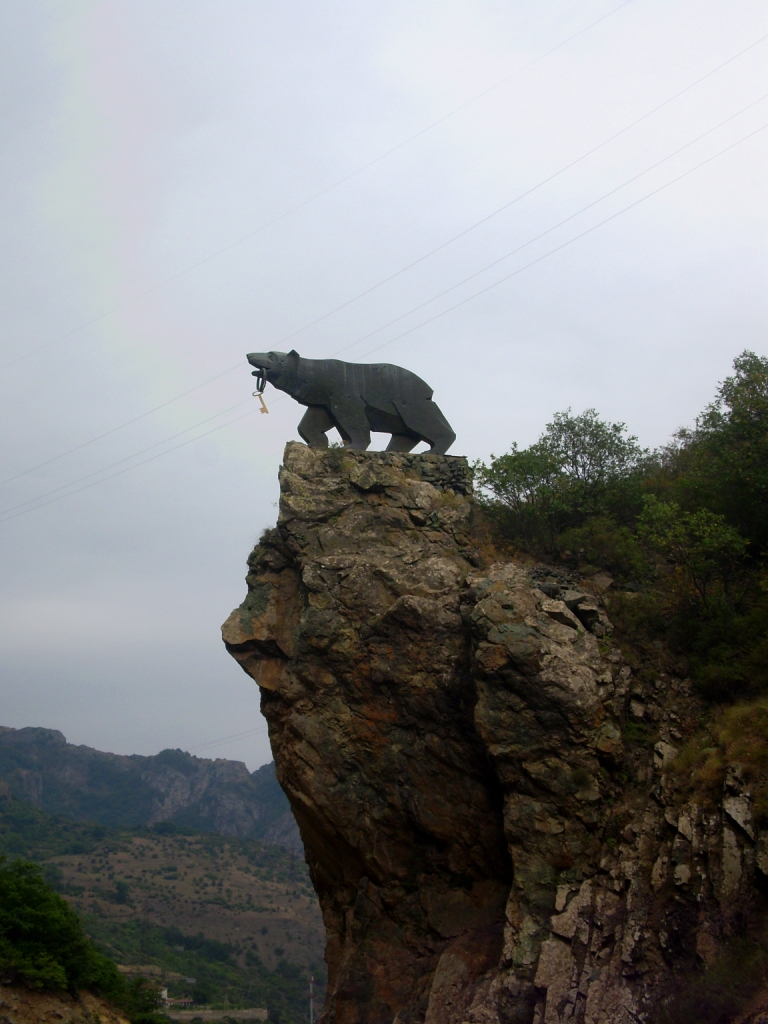
Скульптура медведя, установленная на дороге из Капана в Каджаран, скульптор – Марат Нуриджанян, 1966 год․

## Скульптуры
- Ключ Каджарана, памятник, 1966 г.
- Памятник Сосу Нуриджаняну, 1972 г.
- «Вечность», скульптура, 1974 г.
- «Давид Бек»,  конная статуя, 1978 г.
- Бюст «Гамлет Кочарян»
- «Фигура обнаженной женщины»
- «Фонтан»
- «Шахтер»